# Eberhard von Wächter

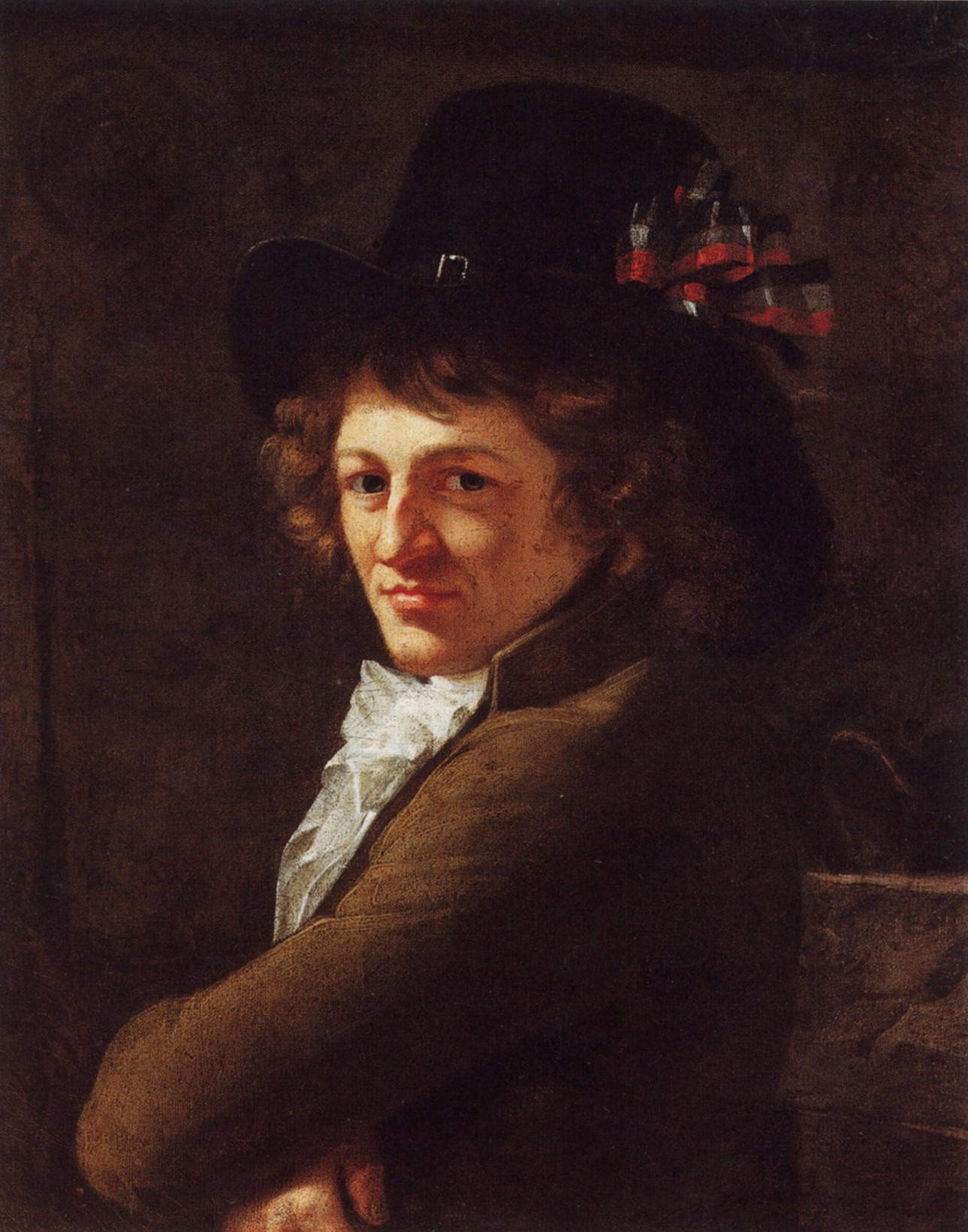
Ludovike Simanowiz: Portrait Eberhard von Wächter, um 1791

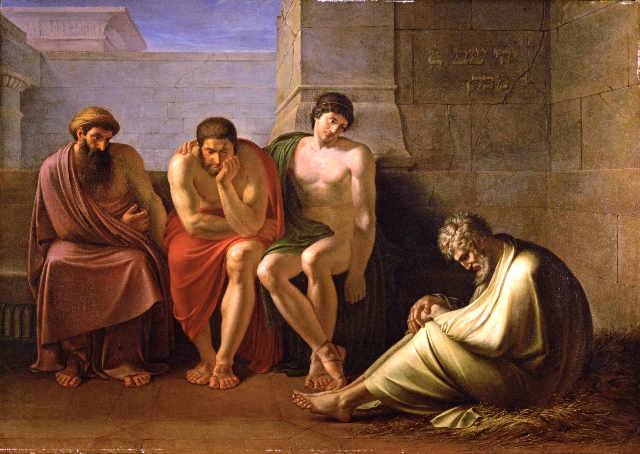
Eberhard von Wächter: Hiob und seine Freunde, 1797–1824, Staatsgalerie Stuttgart

Eberhard Georg Friedrich Wächter, ab 1831 von Wächter, (* 28. Februar 1762 in Balingen; † 14. August 1852 in Stuttgart) war ein deutscher Maler.

## Leben
Eberhard von Wächter, Sohn des Oberamtmanns, späteren Geheimen Rats und Consistorialdirektors Friedrich Christoph Wächter sowie der Sibylle Regine geborene Harpprecht, besuchte von 1781 bis 1783 die Kunstabteilung der Hohen Karlsschule in Stuttgart, bildete sich in der Folge autodidaktisch weiter, bevor er von 1785 bis 1792 Malerei bei Jean-Baptiste Regnault, Jacques-Louis David sowie Antoine-Jean Gros in Paris studierte.
Im gleichen Jahr ging Eberhard von Wächter nach Italien und traf in Rom unter anderem mit Asmus Jakob Carstens und Joseph Anton Koch zusammen. 1808 übersiedelte er nach Wien, wo er als Illustrator für Cottasche Verlagsprodukte arbeitete. 1808 kehrte er nach Stuttgart zurück, dort war er von 1810 bis 1817 Kustos des Königlichen Kupferstichkabinetts.
Eberhard von Wächter – er wurde anfangs von Nicolas Poussin und Jacques-Louis David beeinflusst – zählt mit seinen Gemälden nach antiken und biblischen Motiven, unter anderem Telemachs Rückkehr, zu den herausragenden Malern des deutschen Klassizismus. Als sein Hauptwerk gilt Hiob und seine Freunde, entstanden zwischen 1797 und 1824, heute in der Staatsgalerie Stuttgart.

## Ehrungen
- 1831 wurde Eberhard von Wächter mit dem Ritterkreuz des Ordens der württembergischen Krone[2] ausgezeichnet, welches mit dem persönlichen Adelstitel verbunden war.
- Die Stadt Stuttgart benannte 1873 die Wächterstraße und 1902 die Wächterstaffel nach ihm.[3]